# طائر الطوالتان
طائر الطُوالَتان (الاسم العلمي: Grallina)، جنس طير من الجواثم مهدها أستراليا وغينيا الجديدة، وهو عضو في مجموعة من الطيور تُسمى خطاف الذباب السلطاني. يضم الجنس نوعان قبرة عقعقية وقبرة السيل.